# ペトロ・ポロシェンコ
ペトロ・オレクシーヨヴィチ・ポロシェンコ（ウクライナ語: Петро́ Олексі́йович Пороше́нко、1965年9月26日 - ）は、ウクライナの実業家、政治家。第5代大統領。
人気菓子メーカー「ロシェン」のオーナーであることから「チョコレート王」ともあだ名されるウクライナ有数の富豪で、1998年に政界に進出してからは親露派政党である地域党の結成に関わった後、ユシチェンコ大統領、ヤヌコーヴィチ大統領らの下で国家安全保障・国防会議メンバー、外相、経済発展・貿易相などの要職を歴任、2007年2月から2012年まではウクライナの中央銀行であるウクライナ国立銀行の理事長もつとめた。
2014年にヤヌコーヴィチ政権を崩壊させたウクライナ反政府デモでは、デモを財政面で支援したとも報じられる。その後、2014年5月に行われた大統領選挙に出馬、1回目の投票で54%超の票を獲得して第5代ウクライナ大統領に選出された。2019年の大統領選挙では落選し、1期で大統領を退任した。
氏名のロシア語表記は Пётр Алексеевич Порошенко で、この転写から一部報道などではピョートル・アレクセーヴィチ・ポロシェンコとも表記される。

## 経歴

### 生い立ち
1965年9月26日、オデッサ州ボルフラードに生まれ、中央ウクライナの都市ヴィーンヌィツャ（ヴィンニッツァ）で育つ。1989年、キエフ大学国際関係・国際法学部で経済学の学位を取得して卒業した。

### ビジネス経歴
大学卒業後ポロシェンコはカカオ豆取引のビジネスを始め、1990年代には複数の製菓会社の経営権を獲得、傘下に収める。
その後、保有する会社をまとめる形でウクライナ最大の製菓メーカー「ロシェン・グループ」を設立。チョコレート産業で財をなしたポロシェンコは「チョコレート王」ともあだ名される。グループはその後、自動車・バス工場、造船所「レーニンスカ・クズニャ」、テレビ局「5カナル」も傘下におさめ、一大ビジネス帝国となった。
2022年3月のフォーブス誌の報道によれば、16億ドルと見積もられたポロシェンコの資産は、2022年ロシアのウクライナ侵攻後にロシェンの複数の工場が操業停止を余儀なくされたことなどの影響を受けて、7億ドルにまで低下した。

### 政治活動

#### 最高議会議員、国家安全保障・国防会議書記
1998年のウクライナ最高議会（ヴェルホーヴナ・ラーダ）選挙に当選し、国会議員となる。はじめはウクライナ大統領レオニード・クチマを支持する社会民主合同党 (United Social Democratic Party of Ukraine) に参加したが、2000年に離党して中道左派会派である「ソリダールニスチ（連帯）」 (Solidarity (Ukraine)) を設立した。2001年、クチマ支持の地域党立ち上げに関与したがこのとき「ソリダールニスチ」自体は地域党には参加しなかった。2001年12月、ポロシェンコは地域党と袂を分かち、対抗勢力であったヴィクトル・ユシチェンコの「我らがウクライナ」ブロック (Our Ukraine Bloc) に加入した。「我らがウクライナ」は2002年3月の選挙に勝利して最大会派となり、ポロシェンコ自身も当選して議員となり、予算委員長となった。
ポロシェンコはユシチェンコの側近中の側近とみなされている。ユシチェンコはポロシェンコの娘の名付け親でもあり、ユシチェンコ支持者の中でおそらくはもっとも裕福な実業家であったポロシェンコは、「我らがウクライナ」とオレンジ革命を財政面で支えた主要人物のひとりに名前があげられる。2004年の大統領選挙でウクライナ大統領に選出されたユシチェンコはポロシェンコを安全保障・国防会議の書記に任命したが、一方でオレンジ革命においてポロシェンコのライバルと目されていたユーリヤ・ティモシェンコは首相に指名された。
2005年9月、国営企業の民営化に関連しポロシェンコ・ティモシェンコ双方が汚職に関与した疑いがあるとして互いに大々的が報道がなされた。疑惑の一例として、ポロシェンコは、資産価値10億米ドルともいわれるニコポリ合金鉄工場を8,000万米ドルで手に入れたヴィクトル・ピンチュク (Viktor Pinchuk) の利権を保護したとして非難された。
疑惑への対応としてユシチェンコはティモシェンコ内閣を解散した。翌月、ユシチェンコによりウクライナ検事総長スヴャトスラフ・ピスクン (Svyatoslav Piskun) が解任され、その後間もなく検察はポロシェンコに対する職権乱用疑惑の捜査を中止した。これについてピスクンは、ティモシェンコに対して刑事訴訟手続きを起こすことを断り、ポロシェンコに対して刑事訴訟手続き中止を断ったら首になった、と述べている。
2006年3月のウクライナ議会選挙で、ポロシェンコは「我らがウクライナ」ブロックの支持を得て再当選し、金融・銀行問題委員会の委員長に就任した。このときポロシェンコ自身はウクライナ最高議会議長を望んでいたとされるが、第一党であるヤヌコーヴィチの地域党がウクライナ社会党、ウクライナ共産党との与党連合を結成し、社会党党首オレクサンドル・モロズは与党連合参加の見返りとして最高議会議長のポストを得たため、「我らのウクライナ」ユーリヤ・ティモシェンコ・ブロックからの入閣者はなかった。
2007年2月からは、それまで理事であったウクライナ国立銀行（中央銀行）の理事長をつとめることとなり、2007年9月に行われたウクライナ最高議会選挙には出馬していない。

#### 外相時代（2009年-2010年）

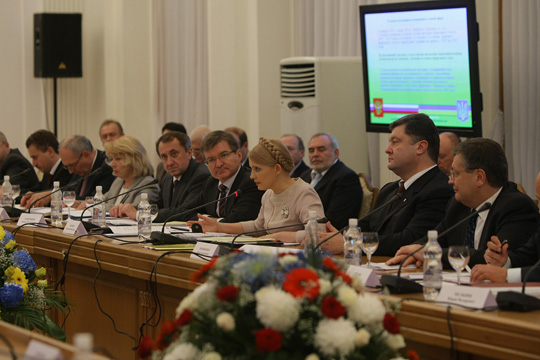
2009年、ロシア・ウクライナ国際委員会会合にて

2009年10月7日、ユシチェンコ大統領によりウクライナ外務大臣に指名され 、10月9日ウクライナ最高議会からの承認を得て任命された。
2009年10月12日には安全保障・国防評議会のメンバーに任命される。
ポロシェンコはウクライナのNATO加盟を支持する考えを明らかにしており、2009年12月には「政治の意思、そうするべきであるという国民の願い希望、そして担当政治家に対する国民の支持があれば、さらに政策を正しく明確に理解すれば、NATO加盟はこの1年か2年のうちに成し遂げられるものと信じている」と発言しているが、一方でNATO加盟はそれ自体が目標ではないとも述べ「我々のゴールは改革の実行と生活水準の向上であるべきだ。行動を起こしてよいかどうか誰かに許可してもらうのではなく、この国の状況を改善するためあらゆることをやるべきだと信じている」とも述べている。
2010年2月の大統領選挙でヴィクトル・ヤヌコーヴィチが大統領になると、ポロシェンコは2010年3月11日に外相を解任された。だがヤヌコーヴィチ大統領はポロシェンコとは今後も協力関係を維持したいとする意向を表明している。

#### 経済発展・貿易相（2012年）
2012年2月末、ポロシェンコはミコラ・アザロフ内閣で新たに設立された経済発展・貿易省の大臣に指名された。2012年3月9日、ヤヌコーヴィチはポロシェンコの経済発展・貿易相としての入閣を希望すると発言、3月23日に正式に任命され、同月、ウクライナ国立銀行理事長の職を退いた。

#### 最高議会議員

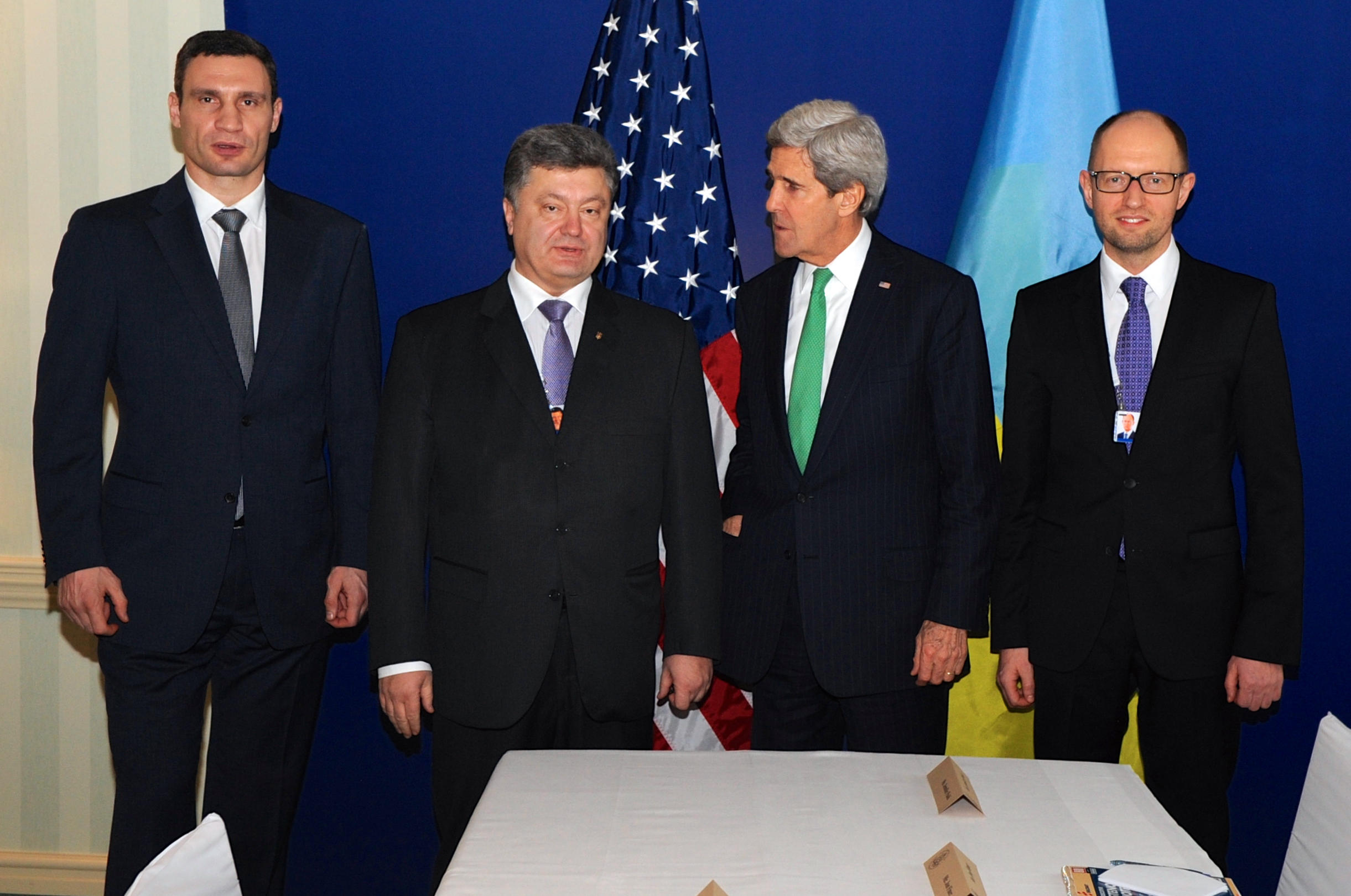
2014年ミュンヘン安全保障会議で。左からビタリ・クリチコ、ポロシェンコ、米国務長官ジョン・ケリー、アルセニー・ヤツェニューク。

2012年ウクライナ最高議会選挙でヴィーンニツァ州小選挙区に無所属で出馬したポロシェンコは70％を超える得票率で当選、ヴェルホーヴナ・ラーダ（最高議会）議員に返り咲いたが、入閣はしなかった
2013年2月中旬にはキエフ市長選への出馬をほのめかしている。

#### 2014年ウクライナ大統領選挙

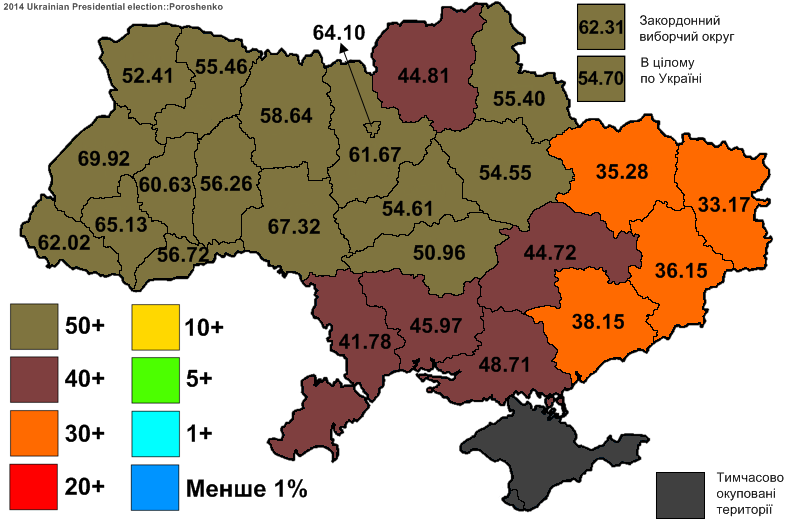
2014年大統領選におけるポロシェンコの州別得票率。主に西部で過半数の支持を得た。

2014年ウクライナ騒乱により、ヴィクトル・ヤヌコーヴィチ大統領が国外に脱出したことから、ウクライナ大統領選挙が2014年5月25日に行われることとなった。
2014年3月以降行われた世論調査では、キエフの世論調査会社SOCIS社の調査で48.5%など、ティモシェンコら他の候補者を抑えて最も高い支持率を獲得している。こうした中、ロシア・リペツク州にあるロシェンの工場がロシア当局により「接収」されるといった事案も発生している
。
ポロシェンコは3月29日に正式に出馬を表明し、一方で有力候補のひとりであったビタリ・クリチコは自身の立候補を撤回しポロシェンコ支持に回ることを明らかにした。
5月25日の大統領選挙では、1回目の投票で過半数の票を獲得し勝利宣言を行い、6月7日に正式に大統領に就任した。

#### 2019年大統領選挙での敗退
2014年の大統領選で選ばれて以来、5年の任期を経て2019年に行われたウクライナ大統領選で、ポロシェンコ、ウォロディミル・ゼレンスキー、ユーリヤ・ティモシェンコら44人の大統領候補者からなる選挙となった。1回目の投票ではどの候補も単独過半数に届かず、1位のゼレンスキーと2位のポロシェンコの上位2名による決選投票が行われたが、ゼレンスキーは73.22%の得票率を得た結果、ポロシェンコは敗退した。

#### 最高議会議員に復帰
2019年7月21日ウクライナ最高議会選挙に当選し国会議員に復帰した。その後は野党の欧州連帯を率い、ゼレンスキーを「ロシアに対して弱腰」と批判した。

#### 2021年刑事事件による告発
2021年12月20日、ポロシェンコは、親ロシアでオリガルヒでもあるヴィクトル・メドヴェドチュク、エネルギー大臣であったウォロディミル・デムチシンと共に、ウクライナ分離主義者の東部支配地域から石炭販売組織を許可し、国に15億フリヴニャ（約61億円）の損害を与えたとして、国家反逆罪、テロ組織支援、テロへの資金提供で告発された。ポロシェンコはその告発を否定した。2022年1月6日、ウクライナの裁判所がポロシェンコの財産を差し押さえた。

#### 2022年ウクライナ帰還
2022年1月15日、ポロシェンコは自身のFacebookにて「私は、1月17日午前9時10分、ワルシャワ発の便でウクライナに戻る。ロシアの侵略からウクライナを守るために」とのビデオメッセージを発表し、一時出国していたポーランドからウクライナへと帰国した。ポロシェンコの帰国後、検察庁は裁判所に対し、2カ月間の公判前勾留、もしくは10億フリブニャ（3700万ドル）の保釈金の支払いに、電子ブレスレットの装着と、キエフに留まること、パスポート引き渡しを義務付けるよう要請した。しかし裁判所は、最終的にそのいずれでもない第3の選択肢を決定した。それは、ポロシェンコはパスポートを当局に提出し、裁判所や検察庁の許可を得ずにキエフやキエフ州を離れてはならない、勤務先や居住地に変更があった場合は当局に連絡しなければならない、として、自宅軟禁よりも厳しくなく、保釈金の支払いも伴わないものとなった。
2月7日、モスクワで行われたフランス大統領エマニュエル・マクロンとの会談後、ウラジーミル・プーチンはポロシェンコが大統領だった当時に、将来的に困難が起きた場合にはロシアへの亡命を受け入れると申し出たことを披露し、その約束は現在でも有効であると述べたが、ポロシェンコはこれを拒絶した。
ロシアによるウクライナ侵攻翌日の2月25日、ポロシェンコはキーウ街頭からの中継でCNNに出演し、ウクライナ国民の士気は高く、地域防衛隊への志願者が短期間で大勢現れたために武器の準備が追いついていないほどで、ウクライナが征服されることは決してないと語った。また、侵攻前は政敵だったゼレンスキーと共闘してプーチンに対抗する意向を明らかにした。
2025年2月12日、ウクライナの国家安全保障を破壊し、ロシアを助けてきたとしてウクライナ国家安全保障・国防会議より制裁を受けた。